# NGC 1081
NGC 1081 је спирална галаксија у сазвежђу Еридан која се налази на NGC листи објеката дубоког неба.
Деклинација објекта је - 15° 35' 15" а ректасцензија 2h 45m 5,4s. Привидна величина (магнитуда) објекта NGC 1081 износи 13,3 а фотографска магнитуда 14,1. NGC 1081 је још познат и под ознакама MCG -3-8-10, IRAS 02427-1547, PGC 10411.